# Frank Olijve
Frank Olijve (Amsterdam, 7 maart 1989) is een Nederlands voormalig voetballer die doorgaans als middenvelder speelde. 

## Loopbaan
Olijve doorliep de jeugdopleiding van Ajax. Voordat hij bij de jeugdopleiding bij Ajax begon heeft hij eerst nog bij de amateurvereniging VV De Wherevogels in Purmerend in de F-jeugd gevoetbald. Hij debuteerde op 10 april 2009 voor FC Groningen in de Eredivisie in een wedstrijd tegen De Graafschap.
Hij tekende in juni 2010 een tweejarig contract bij FC Zwolle. Op 2 mei 2011 werd bekend dat het contract met Olijve met één jaar was verlengd tot de zomer van 2013.
In de zomer van 2013 tekende Olijve een contract voor één jaar bij FC Emmen. Na vier seizoenen in Drenthe stapte hij transfervrij over naar Orange County SC. Na afloop van het USL-seizoen in november van dat jaar, werd hij clubloos. Na een korte stage sloot hij in januari 2018 aan bij De Graafschap. Medio 2020 ging hij naar SV Spakenburg in de Tweede divisie. Vanaf het seizoen 2022/23 speelt hij voor DVS '33. Medio 2024 stopte hij.

## Clubstatistieken
| Seizoen                     | Club          | Land             | Competitie           | Wed. | Goals |
| --------------------------- | ------------- | ---------------- | -------------------- | ---- | ----- |
| 2008/09                     | FC Groningen  | Nederland        | Eredivisie           | 1    | 0     |
| 2009/10                     | FC Groningen  | Nederland        | Eredivisie           | 3    | 0     |
| 2010/11                     | FC Zwolle     | Nederland        | Eerste divisie       | 23   | 0     |
| 2011/12                     | FC Zwolle     | Nederland        | Eerste divisie       | 28   | 1     |
| 2012/13                     | PEC Zwolle    | Nederland        | Eredivisie           | 1    | 0     |
| 2013/14                     | FC Emmen      | Nederland        | Eerste divisie       | 24   | 3     |
| 2014/15                     | FC Emmen      | Nederland        | Eerste divisie       | 28   | 4     |
| 2015/16                     | FC Emmen      | Nederland        | Eerste divisie       | 23   | 2     |
| 2016/17                     | FC Emmen      | Nederland        | Eerste divisie       | 37   | 2     |
| 2017                        | Orange County | Verenigde Staten | United Soccer League | 17   | 0     |
| 2017/18                     | De Graafschap | Nederland        | Eerste divisie       | 19   | 1     |
| 2018/19                     | De Graafschap | Nederland        | Eredivisie           | 18   | 1     |
| Totaal                      | Totaal        | Totaal           | Totaal               | 222  | 14    |
| Bijgewerkt tot 22 juni 2019 |               |                  |                      |      |       |

## Erelijst
| Competitie              | Aantal | Jaren   |
| ----------------------- | ------ | ------- |
| Kampioen Eerste divisie | 1×     | 2011/12 |